# Teucholabis (Teucholabis) longispina
Teucholabis (Teucholabis) longispina is een tweevleugelige uit de familie steltmuggen (Limoniidae). De soort komt voor in het Neotropisch gebied.